# Holmskatan (Sund, Åland)
Holmskatan är en halvö i Åland (Finland). Den ligger i den östra delen av landskapet, 23 km nordost om huvudstaden Mariehamn.